# Matthias Rolland
Pour les articles homonymes, voir Rolland.

a Compétitions nationales et continentales officielles uniquement.

Dernière mise à jour le 2 décembre 2015.
Matthias Rolland, né le 2 juillet 1979, est un joueur français de rugby à XV devenu entraîneur (1,98 m pour 115 kg).
Il est actuellement directeur du Castres olympique.

## Biographie

### Carrière
Formé à Dijon dont il est originaire, Matthias Rolland a joué à Colomiers de 2000 à 2004 puis au MTG XV, dont il a été un cadre, pendant cinq saisons. Ancien international français jeune, universitaire et Barbarians, il a connu l'élite avec Colomiers de 2000 à 2004. Champion de France de Pro D2 en 2006 avec les « vert et noir » en tant que capitaine, il retrouve l’élite.

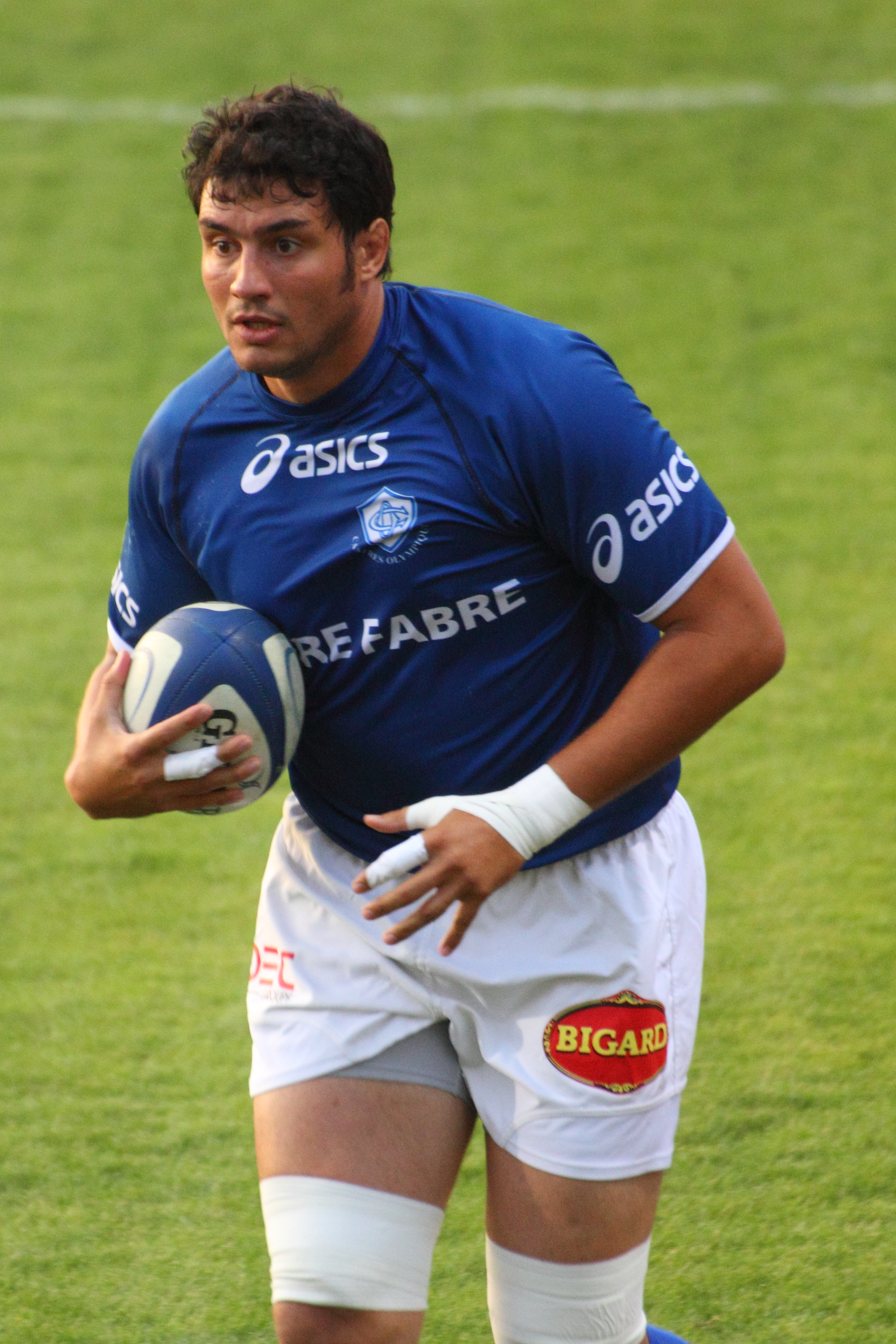
Matthias Rolland à l'échauffement en 2012.

En juin 2009, il participe à la tournée des Barbarians français en Argentine pour affronter le Rosario Invitación XV puis les Pumas,. Les Baa-Baas l'emportent 54 à 30 contre Rosario puis s'inclinent 32 à 18 contre l'Argentine à Buenos Aires.

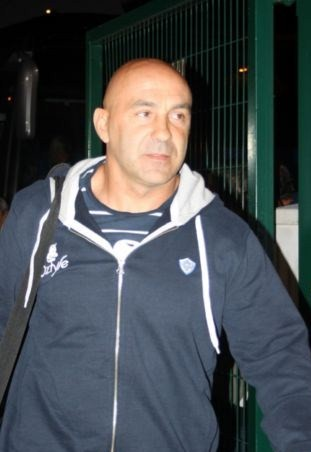
Laurent Travers, ici en 2012, est l'entraîneur de Matthias Rolland de 2005 à 2013 à Montauban puis à Castres.

Il rejoint en 2009 le Castres olympique suivant ses entraîneurs Laurent Labit et Laurent Travers.
En juin 2011, il participe à la tournée des Barbarians français en Argentine pour jouer deux matchs contre les Pumas. Les Baa-Baas s'inclinent 23 à 19  à Buenos Aires puis l'emportent 18 à 21 à Resistencia.
En juin 2012, il participe à la tournée des Barbarians français au Japon pour jouer deux matchs contre l'équipe nationale nippone à Tokyo. Les Baa-Baas l'emportent 40 à 21 puis 51 à 18.
Lors de la saison 2012-2013, il est nommé capitaine du Castres olympique par ses entraîneurs, Laurent Labit et Laurent Travers. En novembre 2012, il est de nouveau sélectionné avec les Barbarians français pour affronter le Japon au Stade Océane du Havre. Les Baa-Baas l'emportent 65 à 41.
Le 1er juin 2013, il devient champion de France de Top 14 en battant avec son club du Castres olympique le RC Toulon sur le score de 19 à 14. Il soulève le Bouclier de Brennus aux côtés de Rémi Talès, capitaine du soir. Matthias Rolland a pris part à 108 rencontres sous les couleurs bleues et blanches en 4 saisons.

### Reconversion
En 2013, il est nommé manager du Castres olympique à la suite du départ des entraîneurs Laurent Labit et Laurent Travers. Il encadre le duo d'entraîneur Serge Milhas et David Darricarrère. Lors de la saison 2013-2014, le Castres olympique accède à la finale du Top 14 et s'incline face au RC Toulon 18 à 10.
En 2015, il devient directeur du Castres olympique, il supervise l'ensemble du club. Il est en lien avec le Manager sur la partie sportive et gère toute la partie gestion et développement : les services administratif, commercial, billetterie, relations avec les supporters, les partenaires.... Le club n'a cessé depuis de grandir et de se développer, au niveau de ses infrastructures, de son image de marque et de la partie billetterie grand public et partenaires.
Depuis le 1er juillet 2017, il est secrétaire général de l'Union des clubs professionnels de rugby, syndicat regroupant les clubs professionnels de Top 14 et de Pro D2, après en avoir été le vice-président puis président intérimaire du 18 janvier 2016 au 1er juillet 2017.

## Carrière

### Joueur
- 1987-1998 : Union sportive de Genlis
- 1998-2000 : Stade dijonnais
- 2000-2004 : US Colomiers
- 2004-2009 : US Montauban
- 2009-2013 : Castres olympique

### Entraîneur
- 2013-2015 : Castres olympique

| Saison      | Club              | Division | Poste   | Classement        | Coupe d'Europe   | Challenge européen |
| ----------- | ----------------- | -------- | ------- | ----------------- | ---------------- | ------------------ |
| 2013 - 2014 | Castres olympique | Top 14   | Manager | Défaite en finale | Éliminé en poule | -                  |
| 2014 - 2015 | Castres olympique | Top 14   | Manager | 12e               | Éliminé en poule | -                  |

## Palmarès

### Joueur
Avec le Castres olympique
- Championnat de France de Top 14 :
  - Champion (1) : 2013
  - Demi-finaliste (1) : 2012

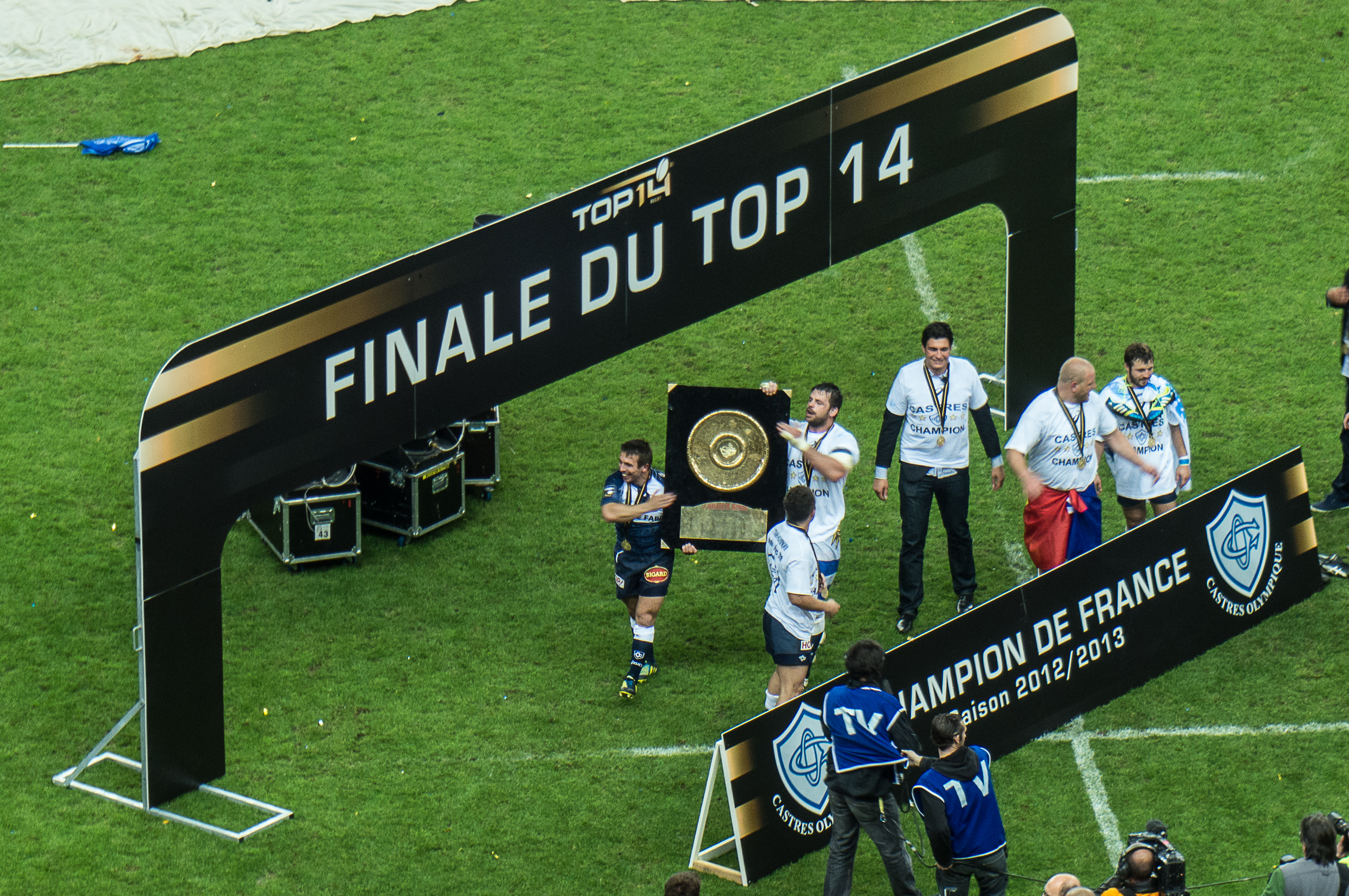
Matthias Rolland remporte le Bouclier de Brennus en 2013 lors du dernier match de sa carrière.

  - Quart de finaliste (2) : 2010 et 2011
- Challenge Armand Vaquerin :
  - Vainqueur (2) : 2011 et 2012

Avec l'US Montauban
- Championnat de France de Pro D2 : 
  - Champion (1) : 2006

### Entraîneur
Avec le Castres olympique
- Championnat de France de Top 14 :
  - Vice-champion (1) :  2014

### Directeur général
Avec le Castres olympique
- Championnat de France de Top 14 :
  - Champion (1) :  2018
  - Vice-champion (1) :  2022